# Леоновіче
Леоновіче (пол. Leonowicze) — село в Польщі, у гміні Міхалово Білостоцького повіту Підляського воєводства.
Населення — 51 особа (2011).
У 1975-1998 роках село належало до Білостоцького воєводства.

## Демографія
Демографічна структура станом на 31 березня 2011 року:
|          | Загалом | Допрацездатний вік | Працездатний вік | Постпрацездатний вік |
| -------- | ------- | ------------------ | ---------------- | -------------------- |
| Чоловіки | 26      | 5                  | 12               | 9                    |
| Жінки    | 25      | 1                  | 6                | 18                   |
| Разом    | 51      | 6                  | 18               | 27                   |